# Lasarettsansluten hemsjukvård
Avancerad sjukvård i hemmet (ASIH), Lasarettsansluten hemsjukvård (LAH) och Sjukhusansluten hemsjukvård (SAH) är utförande av avancerad sjukvård i patientens bostad.

## Historik
Avancerad hemsjukvård startade i Sverige i Linköping och senare tillkom verksamhet i Örebro. Vårdformen kom dock främst att bli förknippad med Motala lasarett, där den utvecklades under 1970-talet av bland andra Barbro Beck-Friis. Där startades verksamheten för att patienter med cancer i dödlig form skulle kunna vara hemma under sina sista månader i livet. Senare tillkom andra diagnoser, men det gemensamma för dem alla är att patienten skall ges palliativ vård.
Palliativ vård bygger på fyra hörnstenar:
- Symtomlindring
- Teamarbete
- Kontinuitet
- Närståendestöd[1]

Den avancerade hemsjukvården kan sköta intravenösa behandlingar och andra medicinska sysslor i hemmet som inte den så kallade "kommunala hemsjukvården" (vanligen i samarbete med läkare på vårdcentraler) kan ta hand om.
För exempelvis strålbehandlingar och medicinska undersökningar som kräver mer avancerad apparatur, måste patienten (samma dag, ibland längre tid) tas till sjukhus.
I Sverige är  palliativ medicin en medicinsk tilläggsspecialitet. Svenska Läkaresällskapet har en enhet för sådan vård, sektionen för palliativ medicin